# Осны
Осны (укр. Осни) — село на Украине, основано в 1662 году, находится в Лугинском районе Житомирской области.
Код КОАТУУ — 1822883204. Население по переписи 2001 года составляет 138 человек. Почтовый индекс — 11320. Телефонный код — 4161. Занимает площадь 0,7 км².

## Адрес местного совета
11320, Житомирская область, Лугинский р-н, с. Липники, ул. Ленина, 1